# Rudolf Krause
Eric Rudolf Krause (30 de março de 1907 – 11 de abril de 1987) foi um automobilista alemão que participou dos Grandes Prêmios da Alemanha de Fórmula 1 em 1952 e 1953.

## Carreira
Nascido em Reichenbach im Vogtland, Krause é conhecido principalmente como um dos principais esportistas do automobilismo na Fórmula 2, durante sua carreira entre 1927 e 1954, ao lado de outros pilotos da Fórmula 2 como Hans Stuck. Em 1952 e 1953 ele participou de dois Grandes Prêmios do Campeonato Mundial. Ele não marcou pontos no campeonato e seu único resultado foi o  14º lugar no Grande Prêmio da Alemanha de 1953. Quando a carreira de Krause começou em 1927, ele corria principalmente em motocicletas. Ele passou a pilotar carros no início da década de 1930. Logo após o início da carreira de Krause, ele montou sua própria oficina mecânica dentro de sua garagem em Reichenbach e correu em seu próprio carro esportivo BMW. Krause estreou nas corridas de monoposto em 1949, quando as corridas na própria Alemanha Oriental começaram após a Segunda Guerra Mundial. Krause era um dos principais candidatos quando a Alemanha Oriental realizou seu próprio Grande Prêmio e campeonatos de monopostos entre 1950 e 1953, ficando nas primeiras posições várias vezes e vencendo o Campeonato da Alemanha Oriental de Fórmula 2 em seu último ano de existência. Ele dirigiu principalmente em carros de corrida BMW, muitos dos quais foram pelo menos parcialmente construídos em sua própria oficina em Reichenbach. Quando Krause se aposentou em 1954, foi principalmente por causa de sua idade. No entanto, sua aposentadoria, também lhe concede a distinção de ser um dos poucos pilotos da Alemanha Oriental a não desertar para a Alemanha Ocidental para continuar sua carreira.